# MaSzyna EU07-424
A MaSzyna EU07-424 egy lengyel fejlesztésű freeware vasútszimulátor szoftver. Jelenleg még fejlesztés alatt van. A programot 2001-ben kezdte el írni Marcin Woźniak. A legutolsó kiadás 2020. szeptemberében jelent meg, ez a 20.09-es verzió.

## Járművek
A programhoz elsősorban lengyel járművek érhetők el, de már van MÁV M44-es sorozat is. Jelenleg a magyar mozdonyok közül a MÁV M41 van fejlesztés alatt. További modellek készíthetőek a 3D Studio Max vagy a gmax programokkal.

### Járművek listája
- PKP EP05,
- PKP EU06,
- PKP EU07,
- PKP EP07,
- PKP EP08,
- PKP EP09,
- PKP ET21,
- PKP ET22,
- PKP ET40,
- PKP EP40,
- PKP ET41,
- PKP ET42,
- PKP EN57,
- PKP EW58,
- PKP EN71,
- PKP ED72,
- PKP ED73,
- PKP SM03,
- PKP SM04,
- PKP SM31,
- PKP SM42,
- PKP SP42,
- PKP SU42,
- PKP ST43,
- PKP ST44,
- PKP SU45,
- PKP SP45,
- PKP SU46,
- PKP SP47,
- PKP SM48,
- PKP SA109,
- PKP EP01,
- PKP EP02,
- PKP EP03,
- PKP EU04,
- PKP EU05,
- PKP EU20,
- PKP EP23,
- PKP EN80,
- PKP SN61